# Psychophora polaris
Psychophora polaris är en fjärilsart som beskrevs av George Duryea Hulst 1902. Psychophora polaris ingår i släktet Psychophora och familjen mätare. Inga underarter finns listade.